# خرم أباد (حومة بيجار)
خرم أباد (بالفارسية: خرم‌آباد) هي قرية تقع في إيران في حومة. يقدر عدد سكانها بـ 176 نسمة .